# Caliscelis affinis
Caliscelis affinis är en insektsart som först beskrevs av Franz Xaver Fieber 1876.  Caliscelis affinis ingår i släktet Caliscelis och familjen Caliscelidae. Inga underarter finns listade i Catalogue of Life.